# 피터 섀퍼

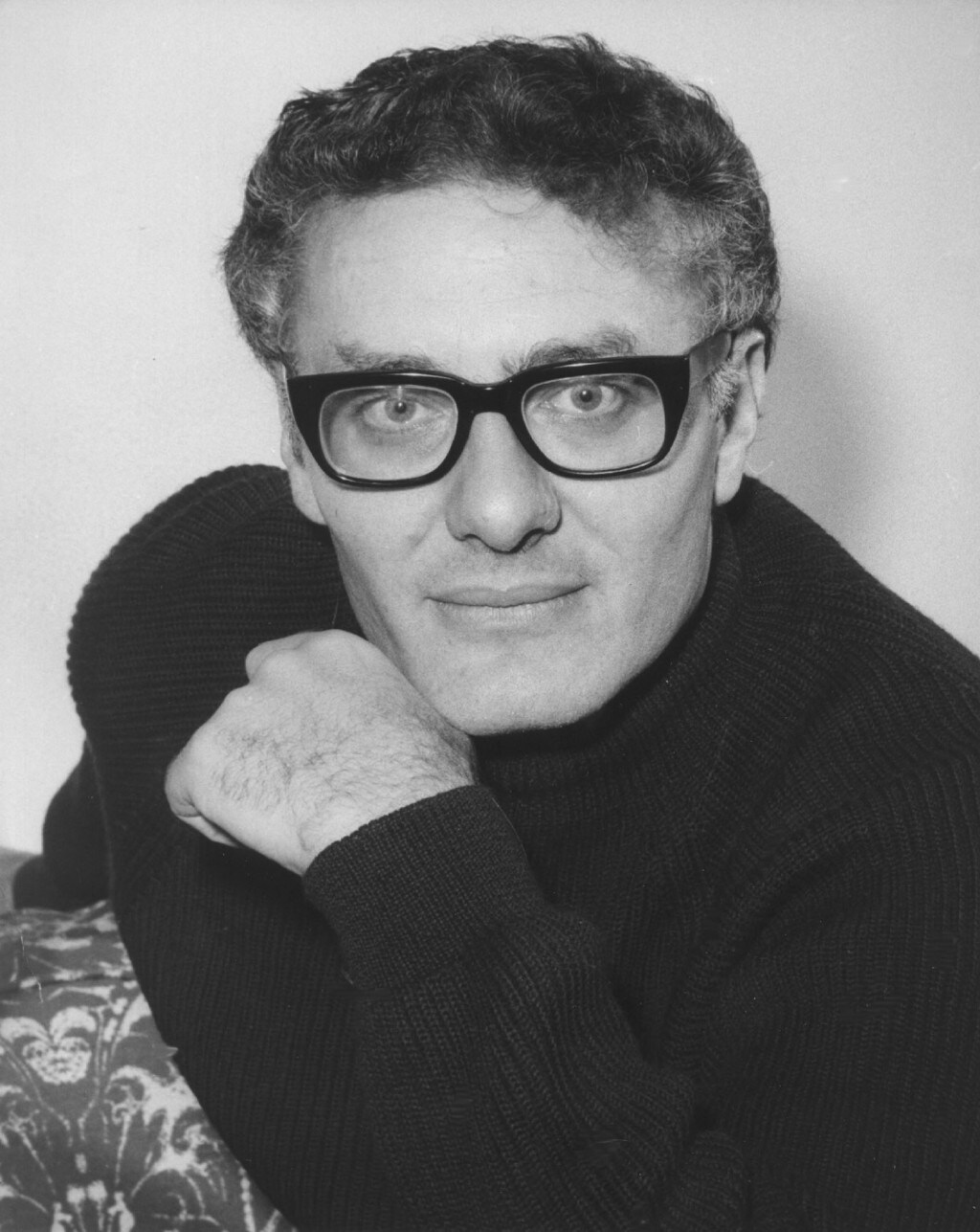

피터 섀퍼 경(Sir Peter Levin Shaffer, CBE, 1926년 5월 15일 ~ 2016년 6월 6일)은 영국의 극작가이다.
리버풀에서 태어나 케임브리지 대학교 트리니티 칼리지를 졸업했으며, 이후 제2차 세계 대전 당시 영국 정부에 징집되어 탄광에서 일했다.
제2차 세계 대전 후에 등장한 극작가들 가운데 상업극으로 가장 성공하였다고 꼽히며, 로버트 볼트와 같이 전통적인 대중의 기호를 살리면서 전통적인 형식을 완벽하게 조작하였다고 평가받는 작가이기도 하다.
쌍둥이 동생 앤서니 섀퍼(Anthony Shaffer) 또한 극작가로, 스릴러물 《탐정》(1970)으로 영미권에서 대히트를 기록했다.

## 작품 세계
《5지연습(五指練習)》(1958)으로 데뷔했는데, 세련된 어머니와 속된 아버지를 가진 가정에 독일 출신 가정교사가 들어오면서 일어나는 불화를 교묘하게 그린 서정적인 드라마이다.
남녀의 싸움을 다룬 단막 희극 《은밀한 이야기》와 《세상의 눈》(1962)은 영국보다도 브로드웨이에서 히트했다.
《태양 탐험대》(1964)는 16세기 에스파냐의 잉카 제국 침략을 주제로 삼았다. 섀퍼의 작품 중 극적 현란성을 압도적으로 살린 야심작으로 꼽힌다.
그 밖에 불바르연극과 파르스(farce)를 반대적인 효과로 되살리기 위해 중국의 연극을 이용한 《블랙 코미디》(1956)도 주요 작품으로 언급된다.

## 서훈
- 1987년 대영 제국 훈장 3등급(CBE) 수훈[1]
- 2001년 기사작위(Knight Bachelor) 서임[2]